# XML Schema
XML Schema（XMLスキーマ）は、XML文書の論理的構造を定義する為に開発されたスキーマ言語の一つ。現在、W3Cが開発・標準化にあたっている。
元々XMLのスキーマ言語としてはSGML用のスキーマ言語であるDTDが使われていたが、要素のデータ型が定義できない、文法がXMLと全く異なっている等、XMLでは使いづらい面があった。そこでマイクロソフトの「XML Data」やCommerceOne社の「SOX」等の提案を受けたW3Cが、1998年11月にXML Schemaの仕様策定を始めた。
XML Schema自体がXMLにより記述される仕様となっていること、データ型やXML名前空間の定義が扱えることからDTDよりもXMLに適したスキーマ言語となっている。しかし、複数の業界有力企業が仕様の策定に参加して、各社の思惑が絡み合い、あまりに多くの機能を取り込んだ為に、標準化は難航し、複雑な仕様となってしまっている。